# Dicheros inermiceps
Dicheros inermiceps är en skalbaggsart som beskrevs av Thierry Bourgoin 1917. Dicheros inermiceps ingår i släktet Dicheros och familjen Cetoniidae. Inga underarter finns listade i Catalogue of Life.